# Dactylodenia lawalreei
Dactylodenia lawalreei là một loài thực vật có hoa trong họ Lan. Loài này được P.Delforge & D.Tyteca mô tả khoa học đầu tiên năm 1982.